# Hipótesis del ciclo de vida
La hipótesis del ciclo de vida es un modelo económico propuesto por Franco Modigliani que pretende explicar los patrones de consumo individual. 
La hipótesis del ciclo de vida sugiere que los individuos planifican su consumo y comportamiento de ahorros sobre su ciclo de vida. Pretenden incluso optimizar su consumo de la mejor manera posible a lo largo de su vida, ahorrando mientras están trabajando y gastando de más cuándo están retirados. La suposición clave es que todos los individuos escogen mantener estilos de vida estables. Esto implica que normalmente no ahorran mucho durante un periodo para gastarlo irresponsablemente en un periodo próximo, sino que mantienen unos niveles de consumo aproximadamente iguales en cada periodo.

## Supuestos
El ciclo de vida se divide en dos periodos, primero es la juventud, periodo en el cual los ingresos son superiores al consumo por lo que existe una tasa de ahorro(s), y un segundo periodo que es la vejez en el cual se dejan de percibir ingresos y se comienzan a utilizar los ahorros.
- El primer año de vida del individuo es el año 1 en el cual se comienza a trabajar.
- No hay incertidumbre sobre la esperanza de vida (T) ni sobre la duración de la vida laboral (R).
- Los ahorros no rinden intereses y los precios se mantienen constantes.
- No existen bienes heredables, por lo que se asume que todos los ahorros se consumen.

### Posibilidad de consumo
C*T = Y*R
Donde:
- Y: Renta anual hasta la jubilación
- R: Número de años hasta la jubilación
- T: Duración de la vida, en años
- C: Tasa de consumo anual